# Abu Yaqub Yusuf

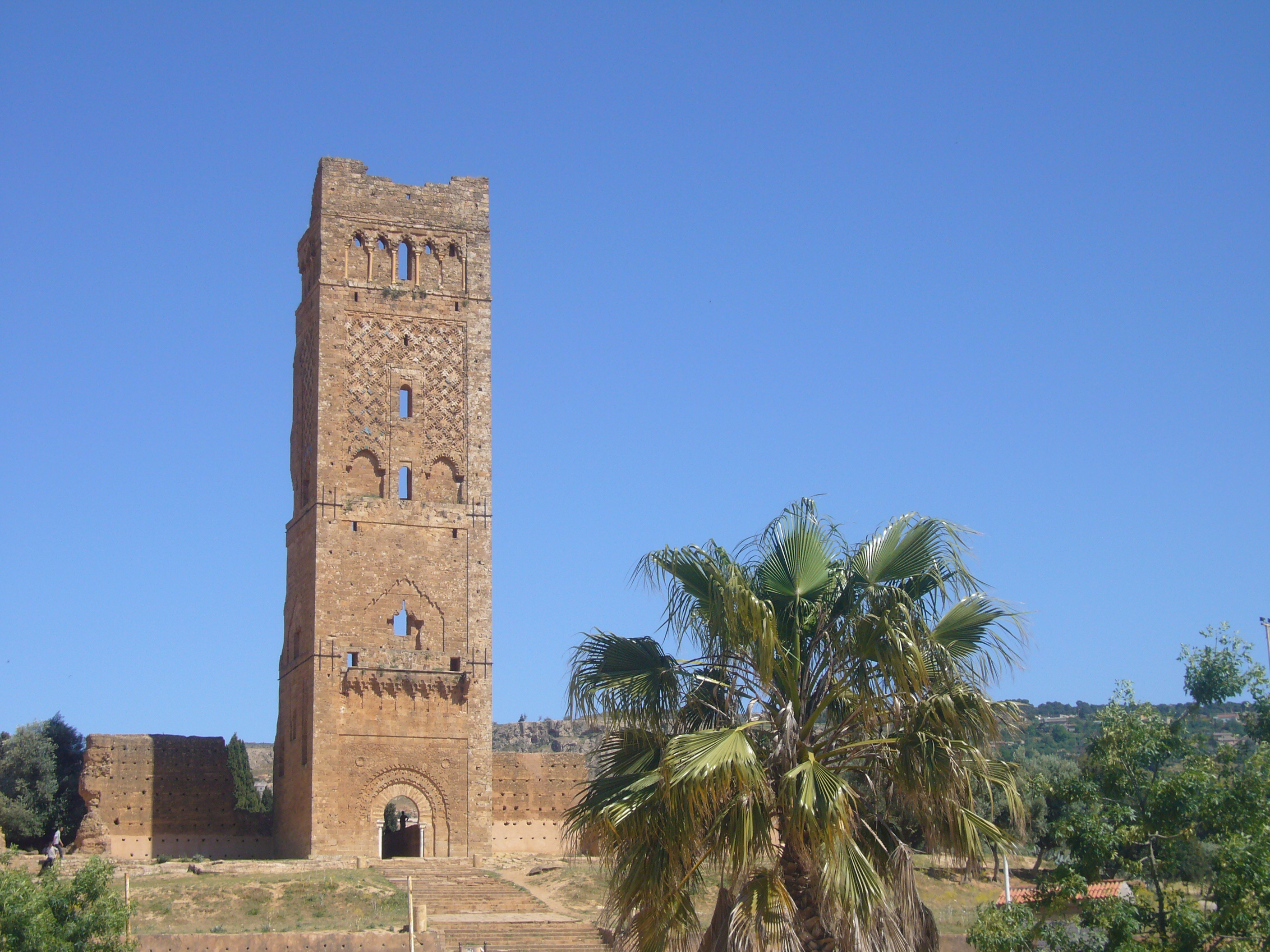
Ruine des Minaretts der Großen Moschee von Mansourah, Algerien

Abū Yaʿqūb Yūsuf an-Nāsir (arabisch أبو يعقوب يوسف الناصر, DMG Abū Yaʿqūb Yūsuf an-Nāṣir; † 1307 in Mansourah) war von 1286 bis 1307 Herrscher der Meriniden in Marokko.

## Leben
Abu Yaqub Yusuf wurde im Jahr 1286 Nachfolger seines Vaters Abu Yusuf Yaqub (reg. 1259–1286). Zunächst mussten einige Revolten von Verwandten, sowie ein Aufstand der Banu Wattas im Rifgebirge (1292) niedergeschlagen werden, bevor er sich der Ausweitung des Reiches widmen konnte. So begann im Jahr 1295 der Angriff auf das Reich der Abdalwadiden, wobei die Belagerung von Tlemcen bis 1307 andauerte. Während dieser Belagerung ließ Abu Yaqub Yusuf die Festungsstadt Mansourah („die Siegreiche“) bei Tlemcen errichten, die zeitweise auch als Residenz diente. Obwohl Tlemcen immer noch nicht kapituliert hatte, stießen die Truppen der Meriniden im Jahr 1302 weiter nach Osten vor und eroberten Mostaganem und Algier.
Während Abu Yaqub Yusuf den Druck gegenüber den Abdalwadiden aufrechterhalten konnte, erlitten die Meriniden in Al-Andalus einige Rückschläge. So eroberten kastilische Truppen im Jahr 1291 im Bündnis mit den Nasriden von Granada den stark befestigten Stützpunkt Tarifa an der Straße von Gibraltar. Dadurch wurden die Meriniden zum Rückzug aus Andalusien gezwungen. Die Nasriden landeten im Jahr 1306 sogar in Marokko und eroberten Ceuta. Zudem brach im Rifgebirge ein Aufstand der Berberstämme aus (1306–1307).
In dieser Situation wurde Abu Yaqub Yusuf im Jahr 1307 in Mansourah von einem Haremssklaven ermordet. Sein Nachfolger Abu Thabit Amir (reg. 1307–1308) musste wegen ausbrechender Machtkämpfe die Truppen aus dem Abdalwadidenreich zurückziehen und die meisten Eroberungen seiner Vorfahren aufgeben.

## Religionspolitik
Abū Yaʿqūb Yūsuf machte sich um die Vertiefung des Islams in der Bevölkerung verdient. Neben der Förderung der Marabouts und der Bruderschaften führte er 1292 den Geburtstag des Propheten am 12. Rabīʿ al-auwal als offiziellen Festtag im gesamten Maghreb ein. In diesem Zusammenhang wurde auch die Bedeutung der Idrisiden als Nachkommen des Propheten hervorgehoben. Auch trat er in Kontakt mit den Scherifen von Mekka, denn im Jahr 1303 übersandte er ihnen mit einer Karawane ein kostbares Exemplar des Koran. Ein Jahr später kam der Scherif Labīda ibn Abī Numaiy in den Maghreb und wurde mit großen Ehren am Hofe von Abū Yaʿqūb Yūsuf empfangen.